# 아르놀드 페랄타
아르놀드 파비안 페랄타 소사(Arnold Fabián Peralta Sosa, 1989년 3월 29일 ~ 2015년 12월 10일)는 온두라스의 축구 선수였다. 포지션은 수비형 미드필더였다.
2015년 12월 10일, 그의 고향 라세이바의 한 쇼핑몰 주차장에서 총격으로 사망하였다. 18번의 총격으로 사망하였으며, 경찰은 강도로 인한 살인은 아닐거라고 추측하고 있다.
그는 라세이바의 하르디네스 데 파스 세이베뇨스 묘지에 묻혔다.